# Sièges de Besançon (1289-1290)
Pour les articles homonymes, voir Siège ou bataille de Besançon.
Les sièges ou blocus de Besançon furent, en 1289 et 1290, le résultat d'une campagne militaire et politique du Saint-Empire romain germanique visant à maintenir le Comté de Bourgogne et la principauté épiscopale de Besançon sous son égide. En effet, la principauté épiscopale allié du comte Othon IV de Bourgogne, à l'instar d'autres territoires de la région, manifestait, dès 1277, des contacts de plus en plus étroits avec le Royaume de France. Rodolphe de Habsbourg décide d'assiéger Besançon fin août 1289. Une négociation s'engage alors à Bellevaux, car aucun des protagonistes ne pouvait soutenir la poursuite des hostilités. Othon IV de Bourgogne se soumet à l'empereur dès septembre 1289.
Jean Ier de Chalon-Arlay occupe à nouveau la cité de février à avril 1290, afin de ratifier une charte instaurant la ville libre d'Empire de Besançon le 3 juin 1290,. Il s'agit d'un des évènements les plus importants de l'histoire de Besançon, car il établit une république démocratique sur le territoire de la cité pendant quatre siècles.

## Contexte
Au XIIIe siècle, la ville de Besançon, et le comté de Bourgogne, sont tous deux des fiefs du Saint-Empire Romain Germanique, mais politiquement indépendants de l'autre. En effet, depuis 1043, Besançon est une principauté épiscopale, sous l'égide de l'archevêque de Besançon. L'empereur Rodolphe Ier de Habsbourg, est donc le souverain de ces deux entités, mais cette souveraineté est menacée. En effet, le comte de Bourgogne Othon IV, regarde de plus en plus vers le Royaume de France, duquel Philippe le Bel pratique une politique économique favorable au comte de Bourgogne.
À Besançon, la situation est conflictuelle entre les laïcs et le clergé bisontin. En effet, les habitants se sont constitués en Commune depuis 1258, mais elle n'est pas officiellement reconnue, ni acceptée par l'archevêque et l'empereur. Dans leur soucis de se protéger de l'archevêque, les citoyens bisontins forment une alliance avec le comte Othon IV de Bourgogne en 1277 et la réitère en mars 1280. C'est pour cette raison que les Bisontins suivent Othon IV dans sa politique de rapprochement auprès du royaume de France et Philippe le Bel.

## Prélude
Rodolphe Ier de Habsbourg, compte bien calmer les ardeurs de son vassal Othon IV de Bourgogne et profite du conflit entre Renaud de Bourgogne et l'évêque de Bâle Henri de Horbourg, pour s'immiscer dans les affaires de la province et répondre à l'appel du comte Thiébaud de Ferette. Les différentes alliances locales embrasent la région entre partisans et opposants à l’Empire. Othon IV de Bourgogne, frère de Renaud, obtient certes quelques ralliements, dont celui des Bisontins, mais l'entente escomptée avec Philippe IV le Bel n'advient pas. C'est le frère cadet d'Othon, Hugues de Bourgogne, qui a la charge de trouver des alliés. Il les trouvent en les maisons de Neuchâtel-en-Montagne, de Rougemont et de Faucogney, hostiles à la famille des Chalon. Mêmes quelques seigneurs allemands, rivaux des Habsbourg, viennent se joindre à la ligue. Robert II d'Artois, père de la comtesse de Bourgogne, accourra du fond de la Sicile pour épauler son gendre. L'archevêque de Besançon, opposé à l'entreprise de la Commune bisontine, se retrouve bien isolé, quand même les chapitres et abbayes de la ville prêtent de l'argent aux confédérés.
L'armée de Rodolphe se met en marche en juillet 1289. Dans ses rangs figures les seigneurs Jean Ier de Chalon-Arlay et les frères Jean et Gauthier de Montfaucon. Ils se présentent aux portes de Besançon le 28 août, après avoir pris Montbéliard.

## Le siège de 1289

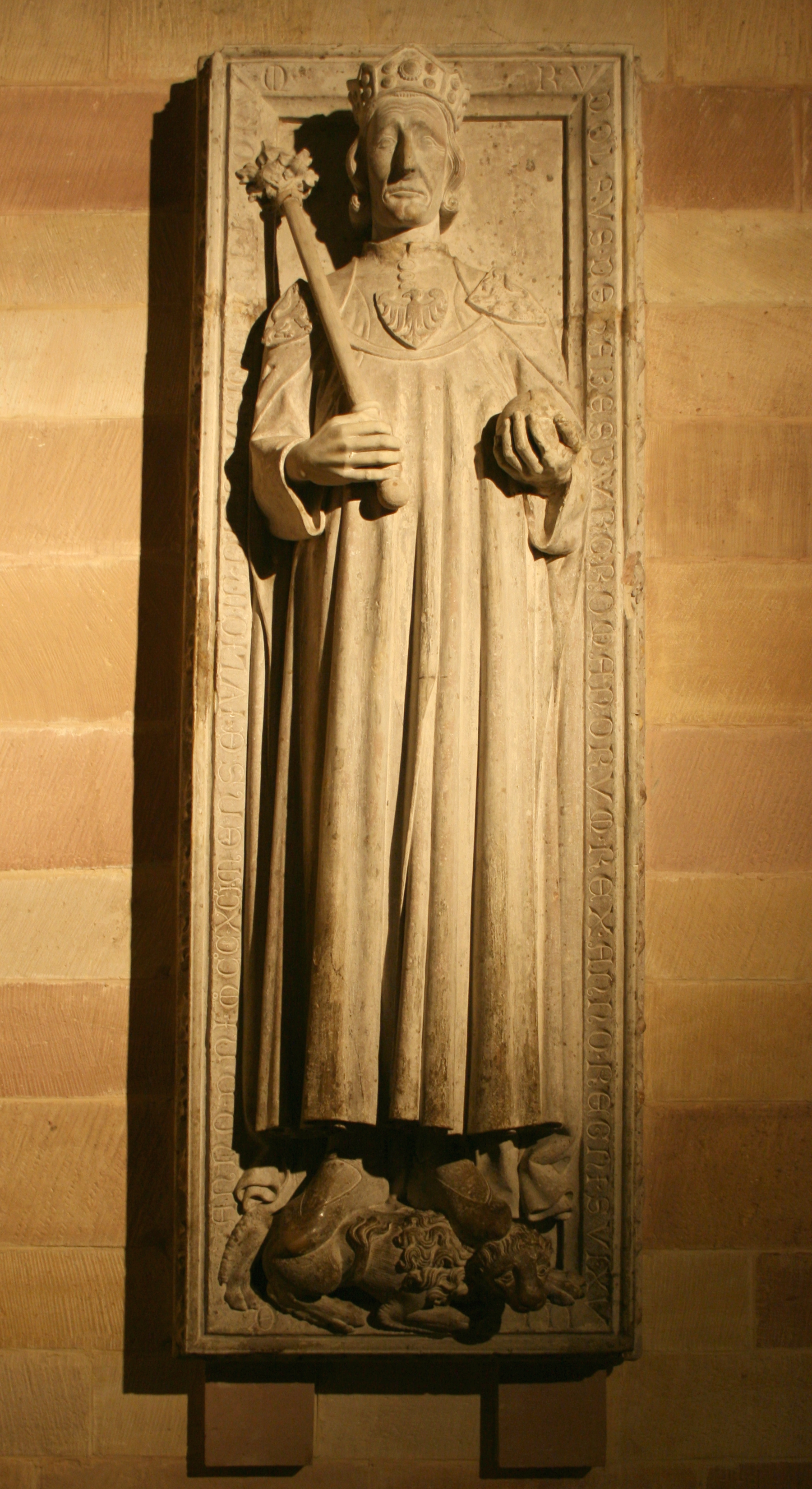
Gisant de Rodolphe Ier de Habsbourg, dans la cathédrale de Spire.

Il semblerait que le troupes impériales se soient stationnées le long du Doubs, au pied du mont Mandelier. Quant aux troupes de Othon IV de Bourgogne, elles se sont rassemblées à Bellevaux se sont positionnées de sorte à tenir les Près de Vaux. Rodolphe Ier décide donc de faire monter ses troupes à Bregille. Les troupes comtoises attendent alors des renforts de la part du roi de France, Philippe le Bel, mais en-dehors d'une ambassade envoyée pour sommer l'empereur de lever le siège, rien n'arriva. Les troupes suisses de l'empereur profite de la nuit pour descendre attaquer les soldats du comte de Ferette et surtout prendre leurs vivres. Ils y parvinrent, mais il s'agit du seul véritable affrontement militaire entre les deux camps puisque les pourparlers sont rapidement engagés.
Othon IV souhaite mettre rapidement un terme à cette opération. De son côté Rodolphe Ier est aux prises avec des problèmes de ravitaillement qui l'empêche de mener des opérations sérieuses. Il ne peut même pas exploiter les villages environnants, puisqu'ils n'y en avait pas et les plus proches appartenaient à son lieutenant Jean de Montfaucon. Il tente tout de même de causer des dommages aux assiégés en ordonnant l'arrachages les vignes locales. Ces difficultés font que les deux antagonistes se déplacent dans la vallée de l'Ognon dès le 29 août. C'est à Bellevaux que se clôturent les pourparlers et qu'Othon fait sa soumission le 4 septembre en devenant homme-lige de l'empereur. Rodolphe Ier décide alors de quitter la région. Finalement, la ville de Besançon n'a pas véritablement subie d'attaque, il paraît même que les portes de la cité n'ont même pas été fermées.
Toutefois, l'empereur n'est pas entièrement satisfait, car si le comte de Bourgogne a fait acte de soumission, il pense que cela n'engage pas la ville de Besançon qui est politiquement indépendante du comté de Bourgogne. Il charge donc Jean Ier de Chalon-Arlay de soumettre la ville rebelle.

## Le siège de 1290
Le début des opérations de Jean de Chalon-Arlay est difficile à dater, mais ce qui est certain c'est que, dès février, Besançon et sa Commune préparent leur défense. Contrairement à l'été dernier, la ville n'a pas d'armée pour se défendre. Cette fois-ci elle ferme ses portes. Les points faibles des remparts sont renforcés et complétés par des machines de guerre. En plus de la milice communale, un peu plus d'une dizaine de soldats professionnels, dont des arbalétriers, sont engagés sous le commandement de Amiet de Choye, citoyen proclamé capitaine pour une durée d'un an,.
De son côté, Jean de Chalon prit quartier dans le camp précédemment employé pour les négociations du dernier été, à Bellevaux. Depuis cette position, les troupes impériales peuvent empêcher et détrousser quiconque tente de rejoindre ou quitter la principauté épiscopale. Cette attitude commence à donner forme à un début de disette pour les assiégés et la Commune s'endette sans pouvoir pallier ses manques de produits alimentaires.
Agacés par ce blocus, les Bisontins envoyèrent quelques cavaliers en reconnaissance près de Bellevaux, mais ils furent cerner en cet endroit. Cette fois encore, c'est le seul fait d'arme (bien que rien ne semble indiquer qu'il y ait eu combat) connu pour ce siège.
Conscients de ne pas pouvoir résister seuls à l'armée impériale, les Bisontins font appel à Othon IV de Bourgogne en lui rappelant son titre de gardien de la cité. Le comte, qui venait de faire sa soumission à l'empereur, ne peut rien faire d'autre que d'appeler les Bisontins à faire la paix au plus vite. Bien qu'ayant reçu la réponse d'Othon IV de Bourgogne le 2 avril 1290, le jour de Pâques, les Bisontins attendent encore quelques jours avant de passer aux négociations. Ils attendaient peut-être une aide de la part du roi de France Philippe IV le Bel.

### Les négociations

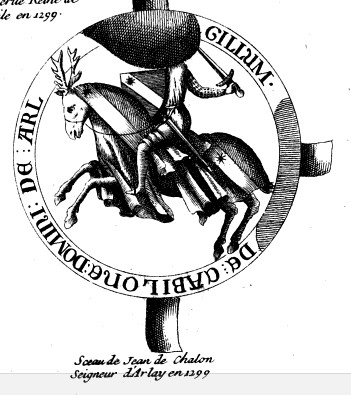
Jean Ier de Chalon-Arlay

Rodolphe Ier de Habsbourg souhaitait que ces négociations se passent dans les meilleures conditions et que chaque partie y trouve satisfaction. Jean de Chalon envoya alors comme émissaire, Gauthier II de Montfaucon et Simon de Montbéliard (petits-fils de Richard III de Montbéliard) afin de commencer les pourparlers le 6 avril. Le 24 avril, une trêve de 35 jours est conclue, ce qui permet aux Bisontins de s'approvisionner. Dans le même temps, les prud'hommes de la cité avaient rédigé leurs prétentions afin que leur Commune soit officiellement reconnue par l'empereur.

Les Bisontins demandent à Rodolphe Ier de leur garantir : « 1° une monnaie de poids et aloi invariables ; 2° une commune s'administrant par elle-même et gardant les clefs des portes de ville ; 3° l'obligation pour les tribunaux de s'adjoindre comme jury le conseil de la commune et de ne faire d'édit que sur ses propositions ; 4° l'inviolabilité des citoyens, sauf le cas de crime flagrant ; 5° le droit pour la commune de se faire justice sur les biens de ceux qui auraient maltraité quelqu'un de ses membres ; 6° l'établissement d'un tarif immuable pour les trois catégories d'amendes pécuniaires ; 7° la participation de tous les habitants de la ville aux charges de la commune ;8° la limitation à douze muids du banvin annuel de l'archevêque ; 9° enfin la faculté de construire un moulin et deux fours communaux. »Impatient de mettre un terme à cette affaire et surtout de contrecarrer les plans de Philippe le Bel dans la région, l'empereur accueilli à bras ouvert les émissaires Bisontins et accepta toutes leurs conditions. Il accepta même deux nouvelles prétentions: celle ne jamais exiger d'impôt de la commune, et celle de ne jamais construire malgré elle aucune forteresse sur le territoire de Besançon.
Jean de Chalon, qui était chargé d'homologuer, au nom de l'empereur, la totalité des articles proposés par les citoyens, se fut un peu plus compliqué que son supérieur. Celui-ci exigea une indemnité financière pour lever le siège. Dans un premier temps réticents, car déjà criblés de dettes, les Bisontins sont contraints d'accepter de verser la somme de 8 000 livres. La charte de franchise est rédigée le 3 juin 1290 puis, deux jours plus tard, Jean de Chalon scelle d'autorité impériale le document,. Le siège est totalement levé et Besançon est une Commune libre.

## Conséquences

Armoiries de la ville libre d'empire de Besançon.

La Commune bisontine qui s'était déclarée en 1258 contre le pouvoir des archevêques et qui avait progressivement, mais officieusement, pris le pouvoir dans la cité, prend un caractère officiel. En juin 1290, la principauté épiscopale de Besançon se transforme en ville libre d'Empire de Besançon, qui s'autogouverne et s'administre grâce à ses citoyens démocratiquement élus. Si, dans un premier temps, la prise de cette indépendance a causé la ruine de la cité, cela s'est plus que rentabilisé après quatre siècles d'histoire.
Les conflits entre la Commune et l'archevêchés se ne calment pas pour autant et l'archevêque choisi d'ignorer la charte et de continuer à exercer son pouvoir comme auparavant. Pendant la décennie suivante les acteurs des sièges Bisontins se vouent une véritable lutte du pouvoir pour asseoir leur autorité sur la ville. Jean Ier de Chalon-Arlay en ressort encore une fois comme l'homme fort et comme seigneur et protecteur de la cité, titre qu'il transmets à ses héritiers, aujourd'hui membres de la famille royale des Pays-Bas. Cette lutte de pouvoir est en quelque sorte pacifiée lorsque les troupes françaises entrent en comté de Bourgogne, par ordre de Philippe le Bel en 1295. Toutefois, les Bisontins se sentirent menacés par l'avidité des Chalon-Arlay et lutteront pendant plusieurs décennies pour les éloigner du pouvoir.
Si cette indépendance fut profitable à Besançon, le comté de Bourgogne en souffre. La ville s'isole de plus en plus et se démarque de la province, surtout en cas de conflit entre la province et une puissance extérieure. L'isolationnisme bisontin prive la future Franche-Comté d'un allié important, ce qui lui est fatal lors des périodes de guerre, peste, famine…